# Castle Harbour

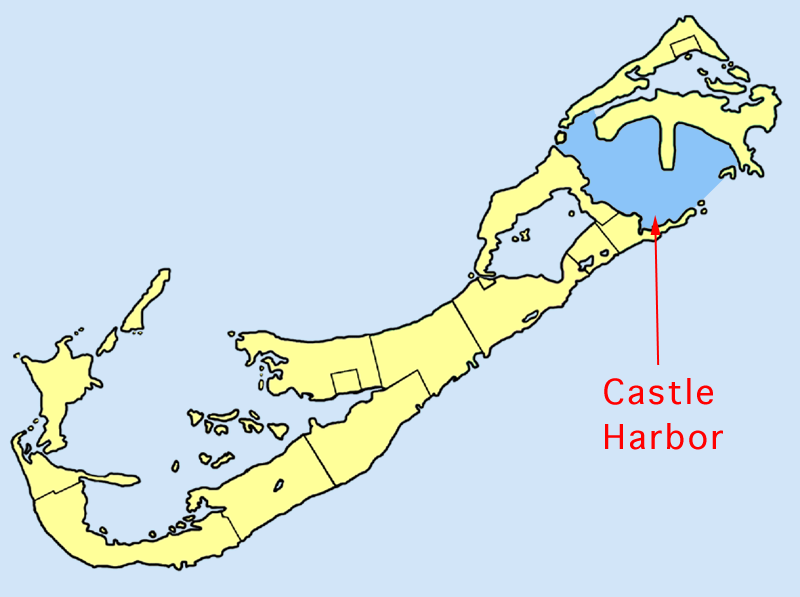
Lage des Castle Harbour in Bermuda

Castle Harbour ist eine Bucht im Nordosten der atlantischen Inselgruppe Bermuda.

## Geographie
Die etwa 12 km² große Bucht liegt zwischen der Nordostküste der Insel Grand Bermuda und der Westküste von Saint David’s Island.

## Geschichte
Die Engländer, die sich zu Beginn des 17. Jahrhunderts auf den Bermudainseln niederließen, nannten die Bucht zunächst Southampton Port. Der neue Name Castle Harbour kam auf, nachdem die Einfahrt in diese Naturbucht bald darauf durch Forts geschützt worden war.
Koordinaten: 32° 20′ 50″ N, 64° 41′ 14″ W